# Melafyr

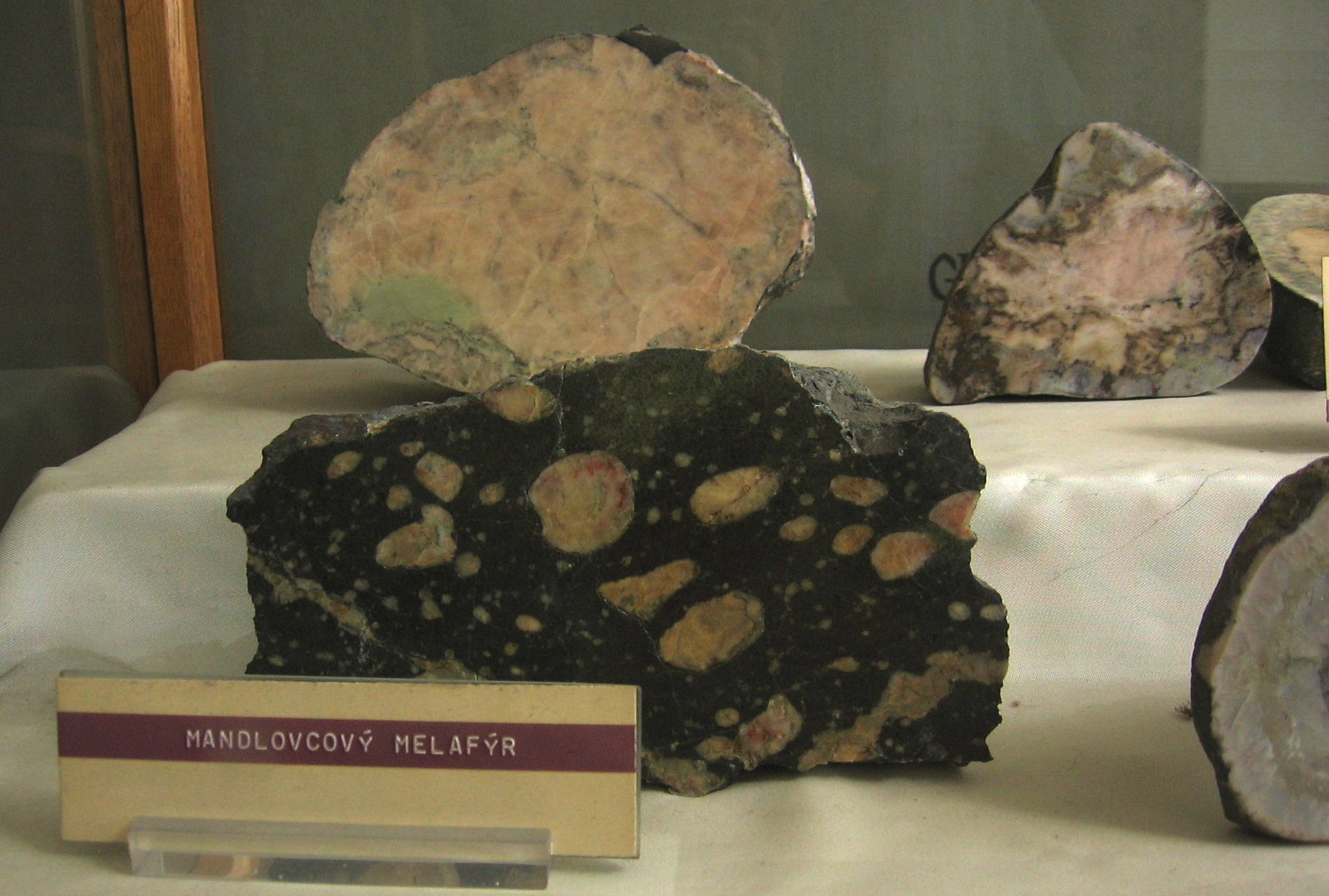
melafyr

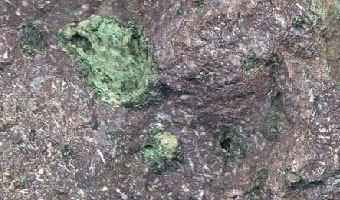
melafyr v terénu

Melafyr, moderně zvaný bazaltandezit či paleobazalt, je výlevná vyvřelá hornina bazaltového až andezitového složení. Hornina pochází z období karbonu až triasu. Má barvu šedočernou, melafyrové mandlovce spíše červenohnědou.

## Popis
Melafyr obsahuje tzv. mandle – protáhlé pecky zelené barvy, představující výplně dutin po sopečných plynech, kde později vznikly převážně amorfní křemenné polodrahokamy (chalcedony a acháty). Melafyr se skládá hlavně z plagioklasu, pyroxenu, olivínu a amfibolu.

## Podrobné rozdělení
- Emanuel Bořický rozdělil melafyry podle poměrného množství vykrystalovaných součástí na melafyry plagioklasové a ortoklasové. Každé z nich pak opět na melafyry augitem bohaté, augitem chudé a augitu prosté.

- Harry Rosenbusch přihlížel také ke struktuře a rozeznává:
  - navity, tj. melafyry struktury porfyrické, převládá plagioklas
  - augitofyry čili porfyrity augitické, které jsou se strukturou rovněž porfyrickou, ale augit převládá
  - tholeiity a olivinické tholeiity struktury intersertální

- Ferdinand Zirkel přidružuje k melafyrům též Rosenbuschovy weiselbergity, horniny chudé olivínem, tu a tam obsahující kosočtverečné pyroxeny, se strukturou porfyrickou a s velmi malým množstvím základní skelné hmoty.[2]

## Výskyt v Česku
V ČR se melafyry vyskytují převážně v podkrkonošském permokarbonu: Kozákov, Babí, okolí Nové Paky, Lomnice nad Popelkou a u Rožmitálu. Známý je lom ve Frýdštejně.